# Cantón Emporio el Naranjo
Cantón Emporio el Naranjo är en ort i Mexiko.   Den ligger i kommunen Tapachula och delstaten Chiapas, i den sydöstra delen av landet, 900 km sydost om huvudstaden Mexico City. Cantón Emporio el Naranjo ligger 644 meter över havet och antalet invånare är 222.
Terrängen runt Cantón Emporio el Naranjo är kuperad åt sydväst, men åt nordost är den bergig. Runt Cantón Emporio el Naranjo är det ganska tätbefolkat, med 179 invånare per kvadratkilometer. Närmaste större samhälle är Huixtla, 16,8 km väster om Cantón Emporio el Naranjo. I omgivningarna runt Cantón Emporio el Naranjo växer i huvudsak städsegrön lövskog.